# Astragalus hartmanii
Astragalus hartmanii es una especie de planta del género Astragalus, de la familia de las leguminosas, orden Fabales.

## Distribución
Astragalus hartmanii se distribuye por México.

## Taxonomía
Fue descrita científicamente por Rydb. Fue publicada en N. Amer. Fl. 24(7): 442 (1929).